# Lovro Vodušek
Lovro Vodušek (ur. 28 grudnia 2000) – słoweński skoczek narciarski, reprezentant klubu SSK Ljubno BTC. Uczestnik zimowego olimpijskiego festiwalu młodzieży Europy (2017). Medalista mistrzostw kraju w konkursie drużynowym.

## Przebieg kariery
W oficjalnych zawodach międzynarodowych organizowanych przez FIS zadebiutował we wrześniu 2016 w konkursie Alpen Cupu w Einsiedeln. Wystartował w Zimowym Olimpijskim Festiwalu Młodzieży Europy 2017, gdzie zajął 6. miejsce indywidualnie oraz zdobył złoty medal w drużynie. W lutym 2018 w Rastbüchl po raz pierwszy wystartował w FIS Cup, zajmując 24. i 19. miejsce. W sierpniu 2018 w Szczyrku, w ramach letniej edycji cyklu, zadebiutował w Pucharze Kontynentalnym zajmując 38. lokatę, a dzień później w Wiśle zdobył pierwsze punkty tego cyklu (był 24.). W międzynarodowych zawodach rangi FIS po raz ostatni startował w lutym 2020, zajmując 14. i 18. miejsce w konkursach FIS Cupu w Villach.
W swojej karierze czterokrotnie stawał na podium zawodów Alpen Cupu (po raz pierwszy we wrześniu 2018 w Einsiedeln), po dwa razy na drugim i trzecim stopniu podium, a w sezonie 2019/2020 zajął 5. pozycję w klasyfikacji generalnej tego cyklu, tracąc 6 punktów do Žaka Mogela, który był trzeci.
20 marca 2019, podczas testów Letalnicy przed zawodami Pucharu Świata, zadebiutował na skoczni mamuciej i skokiem na odległość 191 metrów ustanowił swój rekord życiowy.
Zdobył brązowy medal mistrzostw Słowenii w zawodach drużynowych w 2019.

## Zimowy olimpijski festiwal młodzieży Europy

### Indywidualnie
| 2017 Erzurum | – | 6. miejsce |

### Drużynowo
| 2017 Erzurum | – | złoty medal |

### Starty L. Voduška na zimowym olimpijskim festiwalu młodzieży Europy – szczegółowo
| Miejsce | Dzień     | Rok  | Miejscowość | Skocznia       | Punkt K | HS     | Konkurs  | Skok 1 | Skok 2 | Nota                  | Strata   | Zwycięzca |
| ------- | --------- | ---- | ----------- | -------------- | ------- | ------ | -------- | ------ | ------ | --------------------- | -------- | --------- |
| 6.      | 14 lutego | 2017 | Erzurum     | Kiremitliktepe | K-95    | HS-109 | indywid. | 93,5 m | 91,5 m | 209,0 pkt             | 52,3 pkt | Timi Zajc |
| 1.      | 16 lutego | 2017 | Erzurum     | Kiremitliktepe | K-95    | HS-109 | druż.    | 97,5 m | 94,5 m | 936,2 pkt (219,1 pkt) | –        | –         |

## Puchar Kontynentalny

### Miejsca w poszczególnych konkursachPucharu Kontynentalnego
| Źródło                                                                        | Źródło            | Źródło     | Źródło     | Źródło          | Źródło          | Źródło            | Źródło            | Źródło              | Źródło              | Źródło        | Źródło        | Źródło        | Źródło        | Źródło        | Źródło              | Źródło              | Źródło              | Źródło           | Źródło           | Źródło           | Źródło           | Źródło     | Źródło     | Źródło         | Źródło         | Źródło            | Źródło            | Źródło | Źródło | Źródło | Źródło | Źródło | Źródło | Źródło | Źródło | Źródło | Źródło | Źródło | Źródło | Źródło | Źródło | Źródło | Źródło | Źródło | Źródło | Źródło | Źródło | Źródło | Źródło | Źródło | Źródło | Źródło | Źródło | Źródło | Źródło | Źródło | Źródło | Źródło | Źródło |
| ----------------------------------------------------------------------------- | ----------------- | ---------- | ---------- | --------------- | --------------- | ----------------- | ----------------- | ------------------- | ------------------- | ------------- | ------------- | ------------- | ------------- | ------------- | ------------------- | ------------------- | ------------------- | ---------------- | ---------------- | ---------------- | ---------------- | ---------- | ---------- | -------------- | -------------- | ----------------- | ----------------- | ------ | ------ | ------ | ------ | ------ | ------ | ------ | ------ | ------ | ------ | ------ | ------ | ------ | ------ | ------ | ------ | ------ | ------ | ------ | ------ | ------ | ------ | ------ | ------ | ------ | ------ | ------ | ------ | ------ | ------ | ------ | ------ |
| Sezon 2018/2019                                                               |                   |            |            |                 |                 |                   |                   |                     |                     |               |               |               |               |               |                     |                     |                     |                  |                  |                  |                  |            |            |                |                |                   |                   |        |        |        |        |        |        |        |        |        |        |        |        |        |        |        |        |        |        |        |        |        |        |        |        |        |        |        |        |        |        |        |        |
| Lillehammer HS140                                                             | Lillehammer HS140 | Ruka HS142 | Ruka HS142 | Engelberg HS140 | Engelberg HS140 | Klingenthal HS140 | Klingenthal HS140 | Bischofshofen HS140 | Bischofshofen HS140 | Sapporo HS137 | Sapporo HS137 | Sapporo HS137 | Planica HS139 | Planica HS139 | Iron Mountain HS133 | Iron Mountain HS133 | Iron Mountain HS133 | Oberstdorf HS137 | Oberstdorf HS137 | Brotterode HS117 | Brotterode HS117 | Rena HS139 | Rena HS139 | Zakopane HS140 | Zakopane HS140 | Czajkowskij HS102 | Czajkowskij HS140 | punkty |        |        |        |        |        |        |        |        |        |        |        |        |        |        |        |        |        |        |        |        |        |        |        |        |        |        |        |        |        |        |        |
| -                                                                             | -                 | -          | -          | -               | -               | -                 | -                 | -                   | -                   | -             | -             | -             | 41            | -             | -                   | -                   | -                   | -                | -                | -                | -                | -          | -          | -              | -              | -                 | -                 | 0      |        |        |        |        |        |        |        |        |        |        |        |        |        |        |        |        |        |        |        |        |        |        |        |        |        |        |        |        |        |        |        |
| Legenda                                                                       |                   |            |            |                 |                 |                   |                   |                     |                     |               |               |               |               |               |                     |                     |                     |                  |                  |                  |                  |            |            |                |                |                   |                   |        |        |        |        |        |        |        |        |        |        |        |        |        |        |        |        |        |        |        |        |        |        |        |        |        |        |        |        |        |        |        |        |
| 1 2 3 4-10 11-30 poniżej 30 dq – dyskwalifikacja - – zawodnik nie wystartował |                   |            |            |                 |                 |                   |                   |                     |                     |               |               |               |               |               |                     |                     |                     |                  |                  |                  |                  |            |            |                |                |                   |                   |        |        |        |        |        |        |        |        |        |        |        |        |        |        |        |        |        |        |        |        |        |        |        |        |        |        |        |        |        |        |        |        |

## Letni Puchar Kontynentalny

### Miejsca w klasyfikacji generalnej
| Sezon | Miejsce |
| ----- | ------- |
| 2018  | 90.     |

### Miejsca w poszczególnych konkursachLetniego Pucharu Kontynentalnego
| Źródło                                                                        | Źródło      | Źródło            | Źródło            | Źródło         | Źródło      | Źródło         | Źródło         | Źródło      | Źródło         | Źródło            | Źródło            | Źródło            | Źródło      | Źródło            | Źródło            | Źródło | Źródło | Źródło | Źródło | Źródło | Źródło | Źródło | Źródło | Źródło | Źródło | Źródło |
| ----------------------------------------------------------------------------- | ----------- | ----------------- | ----------------- | -------------- | ----------- | -------------- | -------------- | ----------- | -------------- | ----------------- | ----------------- | ----------------- | ----------- | ----------------- | ----------------- | ------ | ------ | ------ | ------ | ------ | ------ | ------ | ------ | ------ | ------ | ------ |
| 2018                                                                          |             |                   |                   |                |             |                |                |             |                |                   |                   |                   |             |                   |                   |        |        |        |        |        |        |        |        |        |        |        |
| Kranj HS109                                                                   | Kranj HS109 | Szczyrk HS106     | Wisła HS134       | Frenštát HS106 | Stams HS115 | Stams HS115    | Oslo HS106     | Oslo HS106  | Zakopane HS140 | Zakopane HS140    | Klingenthal HS140 | Klingenthal HS140 | punkty      | punkty            | punkty            | punkty | punkty | punkty | punkty | punkty | punkty |        |        |        |        |        |
| -                                                                             | -           | 38                | 24                | 47             | -           | -              | -              | -           | -              | -                 | -                 | -                 | 7           | 7                 | 7                 | 7      | 7      | 7      | 7      | 7      | 7      |        |        |        |        |        |
| 2019                                                                          |             |                   |                   |                |             |                |                |             |                |                   |                   |                   |             |                   |                   |        |        |        |        |        |        |        |        |        |        |        |
| Kranj HS109                                                                   | Kranj HS109 | Szczuczyńsk HS140 | Szczuczyńsk HS140 | Wisła HS134    | Wisła HS134 | Frenštát HS106 | Frenštát HS106 | Râșnov HS97 | Râșnov HS97    | Lillehammer HS140 | Lillehammer HS140 | Stams HS115       | Stams HS115 | Klingenthal HS140 | Klingenthal HS140 | punkty |        |        |        |        |        |        |        |        |        |        |
| -                                                                             | -           | -                 | -                 | -              | -           | -              | -              | -           | -              | -                 | -                 | 39                | 40          | -                 | -                 | 0      |        |        |        |        |        |        |        |        |        |        |
| Legenda                                                                       |             |                   |                   |                |             |                |                |             |                |                   |                   |                   |             |                   |                   |        |        |        |        |        |        |        |        |        |        |        |
| 1 2 3 4-10 11-30 poniżej 30 dq – dyskwalifikacja - − zawodnik nie wystartował |             |                   |                   |                |             |                |                |             |                |                   |                   |                   |             |                   |                   |        |        |        |        |        |        |        |        |        |        |        |

### Puchar Beskidów

#### Miejsca w klasyfikacji generalnej
| Sezon | Miejsce |
| ----- | ------- |
| 2018  | 35.     |

## FIS Cup

### Miejsca w klasyfikacji generalnej
| Sezon     | Miejsce |
| --------- | ------- |
| 2017/2018 | 118.    |
| 2018/2019 | 51.     |
| 2019/2020 | 74.     |

### Miejsca w poszczególnych konkursachFIS Cupu
| Źródło                                                                        | Źródło        | Źródło           | Źródło           | Źródło           | Źródło           | Źródło           | Źródło           | Źródło          | Źródło          | Źródło         | Źródło         | Źródło         | Źródło         | Źródło               | Źródło               | Źródło         | Źródło         | Źródło         | Źródło         | Źródło       | Źródło       | Źródło | Źródło | Źródło | Źródło | Źródło | Źródło | Źródło | Źródło | Źródło | Źródło | Źródło | Źródło | Źródło | Źródło | Źródło | Źródło | Źródło | Źródło |
| ----------------------------------------------------------------------------- | ------------- | ---------------- | ---------------- | ---------------- | ---------------- | ---------------- | ---------------- | --------------- | --------------- | -------------- | -------------- | -------------- | -------------- | -------------------- | -------------------- | -------------- | -------------- | -------------- | -------------- | ------------ | ------------ | ------ | ------ | ------ | ------ | ------ | ------ | ------ | ------ | ------ | ------ | ------ | ------ | ------ | ------ | ------ | ------ | ------ | ------ |
| Sezon 2017/2018                                                               |               |                  |                  |                  |                  |                  |                  |                 |                 |                |                |                |                |                      |                      |                |                |                |                |              |              |        |        |        |        |        |        |        |        |        |        |        |        |        |        |        |        |        |        |
| Villach HS98                                                                  | Villach HS98  | Kuopio HS127     | Kuopio HS127     | Kandersteg HS106 | Kandersteg HS106 | Râșnov HS100     | Râșnov HS100     | Whistler HS104  | Whistler HS104  | Notodden HS100 | Notodden HS100 | Zakopane HS140 | Zakopane HS140 | Planica HS102        | Planica HS102        | Rastbüchl HS78 | Rastbüchl HS78 | Villach HS98   | Villach HS98   | Falun HS100  | punkty       | punkty | punkty | punkty | punkty | punkty | punkty | punkty | punkty | punkty | punkty | punkty | punkty | punkty | punkty | punkty | punkty | punkty | punkty |
| -                                                                             | -             | -                | -                | -                | -                | -                | -                | -               | -               | -              | -              | -              | -              | -                    | -                    | 24             | 19             | -              | 34             | -            | 19           | 19     | 19     | 19     | 19     | 19     | 19     | 19     | 19     | 19     | 19     | 19     | 19     | 19     | 19     | 19     | 19     | 19     | 19     |
| Sezon 2018/2019                                                               |               |                  |                  |                  |                  |                  |                  |                 |                 |                |                |                |                |                      |                      |                |                |                |                |              |              |        |        |        |        |        |        |        |        |        |        |        |        |        |        |        |        |        |        |
| Villach HS98                                                                  | Villach HS98  | Szczyrk HS106    | Szczyrk HS106    | Râșnov HS97      | Râșnov HS97      | Notodden HS100   | Notodden HS100   | Park City HS100 | Park City HS100 | Zakopane HS140 | Zakopane HS140 | Planica HS102  | Planica HS102  | Rastbüchl HS78       | Rastbüchl HS78       | Villach HS98   | Villach HS98   | punkty         | punkty         | punkty       | punkty       | punkty | punkty | punkty | punkty | punkty | punkty | punkty | punkty | punkty | punkty | punkty | punkty | punkty | punkty | punkty |        |        |        |
| 14                                                                            | 16            | 19               | 20               | -                | -                | -                | -                | -               | -               | -              | -              | 20             | 23             | -                    | -                    | -              | -              | 75             | 75             | 75           | 75           | 75     | 75     | 75     | 75     | 75     | 75     | 75     | 75     | 75     | 75     | 75     | 75     | 75     | 75     | 75     |        |        |        |
| Sezon 2019/2020                                                               |               |                  |                  |                  |                  |                  |                  |                 |                 |                |                |                |                |                      |                      |                |                |                |                |              |              |        |        |        |        |        |        |        |        |        |        |        |        |        |        |        |        |        |        |
| Szczyrk HS104                                                                 | Szczyrk HS104 | Szczuczyńsk HS99 | Szczuczyńsk HS99 | Ljubno HS94      | Ljubno HS94      | Pjongczang HS109 | Pjongczang HS109 | Râșnov HS97     | Râșnov HS97     | Villach HS98   | Villach HS98   | Notodden HS98  | Notodden HS98  | Oberwiesenthal HS105 | Oberwiesenthal HS105 | Zakopane HS140 | Zakopane HS140 | Rastbüchl HS78 | Rastbüchl HS78 | Villach HS98 | Villach HS98 | punkty |        |        |        |        |        |        |        |        |        |        |        |        |        |        |        |        |        |
| -                                                                             | -             | -                | -                | 37               | 24               | -                | -                | -               | -               | -              | -              | -              | -              | -                    | -                    | 24             | 17             | -              | -              | 14           | 18           | 59     |        |        |        |        |        |        |        |        |        |        |        |        |        |        |        |        |        |
| Legenda                                                                       |               |                  |                  |                  |                  |                  |                  |                 |                 |                |                |                |                |                      |                      |                |                |                |                |              |              |        |        |        |        |        |        |        |        |        |        |        |        |        |        |        |        |        |        |
| 1 2 3 4-10 11-30 poniżej 30 dq – dyskwalifikacja - − zawodnik nie wystartował |               |                  |                  |                  |                  |                  |                  |                 |                 |                |                |                |                |                      |                      |                |                |                |                |              |              |        |        |        |        |        |        |        |        |        |        |        |        |        |        |        |        |        |        |